# Adolf Graf (Kirchenmusiker)

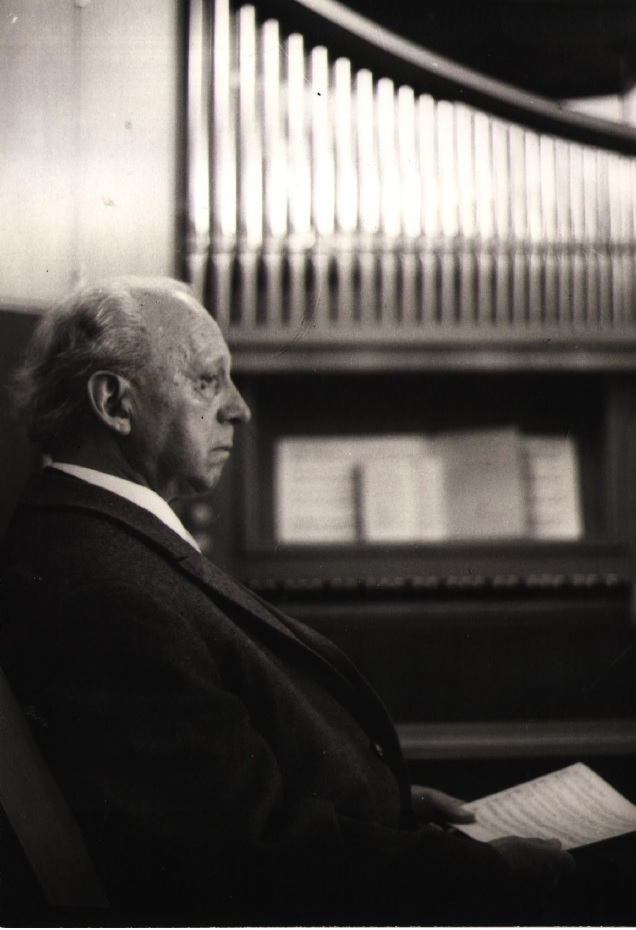
Adolf Graf (1972 in Rülzheim)

Adolf Graf (* 14. Juli 1899 in Annweiler am Trifels; † 4. November 1978 ebenda) war ein deutscher Volksschullehrer, Kirchenmusiker und Herausgeber. Er war der erste Landeskirchenmusikdirektor der Evangelischen Kirche der Pfalz (Protestantische Landeskirche) und gründete 1951 die Evangelische Jugendkantorei der Pfalz.

## Leben und Wirken

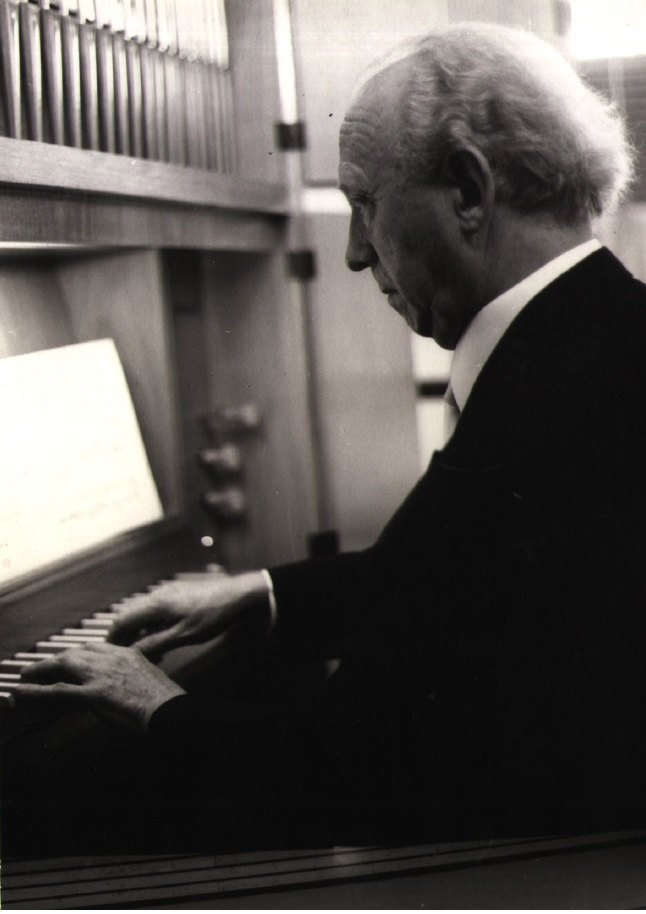
Adolf Graf (1972 in Rülzheim)

Nach dem Besuch der Lehrerbildungsanstalt in Kaiserslautern legte Adolf Graf 1923 die Anstellungsprüfung für den Beruf des Volksschullehrers ab. Bereits während seiner Tätigkeit als Volksschullehrer, die er bis 1949, zuletzt an der Zeppelinschule Speyer ausübte, prägte Adolf Graf gleichzeitig die kirchenmusikalische Landschaft in der Pfalz. Von 1924 bis 1930 war er in Annweiler und von 1930 bis 1958 an der Gedächtniskirche Speyer und an der Dreifaltigkeitskirche (Speyer) als Organist und Chorleiter tätig. Graf war Orgelschüler des in Mannheim wirkenden Kirchenmusikers Arno Landmann und Anhänger der Orgelbewegung. 1928 wurde er Dozent für Orgelspiel und Chorleitung am Predigerseminar in Landau. Seit 1936 war Adolf Graf Landesobmann der pfälzischen Kirchenmusiker und ab 1946 Orgelsachverständiger der Protestantischen Landeskirche der Pfalz. Zum Landesmusikwart wurde er 1949 ernannt. Damit verbunden war die hauptamtliche Leitung des neu eingerichteten Amts für Kirchenmusik in Speyer, die zur Ernennung zum Landeskirchenmusikdirektor durch Kirchenpräsident Hans Stempel führte.
Im Jahre 1946 gründete Adolf Graf kirchenmusikalische Kurse zur Ausbildung musikalisch begabter Jugendlicher. Sie wurden in mehreren pfälzischen Städten einmal wöchentlich abgehalten. Der sich über den gesamten Nachmittag erstreckende Unterricht umfasste die Fächer Orgelspiel, Orgelkunde, Harmonielehre, Musikgeschichte und Chorleitung, für die jeweils in der Praxis tätige Dozenten verpflichtet wurden. Die Fächer Orgelspiel, Orgelkunde und Chorleitung übernahm Adolf Graf lange Zeit selbst.
Die Evangelische Jugendkantorei der Pfalz wurde im September 1951 ebenfalls durch Adolf Graf im Predigerseminar Landau gegründet. Aus Teilnehmern der kirchenmusikalischen Kurse stellte er einen Chor von zunächst rund 30 Sängerinnen und Sängern zusammen, der sich der Pflege anspruchsvoller Literatur widmen sollte, so den großen Oratorien, Motetten der Schütz-Zeit und besonders der vokalen Kirchenmusik Johann Sebastian Bachs.
1955 wurde Adolf Graf in das neu geschaffene Amt des Landeskirchenmusikdirektors (LKMD) der Pfälzischen Landeskirche berufen. Diese Leitungsfunktion hatte er bis zu seinem Eintritt in den Ruhestand am 1. November 1968 inne. Sein Nachfolger im Amt wurde, nachdem Karl Hochreither, der ursprünglich vorgesehen war, eine Stelle in Berlin annahm, Heinz Markus Göttsche.
Insgesamt leistete Adolf Graf nach dem Krieg in der Pfalz nachhaltige kirchenmusikalische Aufbau- und Nachwuchsarbeit und schuf Strukturen, die seine Amtszeit überdauerten. So geht auf Adolf Graf auch noch der bis heute im Zweijahresrhythmus stattfindende Landeskirchenmusiktag zurück sowie das seit 1952 im Strube-Verlag jährlich erscheinende Chorheft Pfalz, das seit 2018 ökumenisch zusammen mit dem Bistum Speyer herausgegeben wird. Des Weiteren war Adolf Graf seit 1938 Herausgeber von Präludiensammlungen und Choralvorspielen, die weit über die Pfalz hinaus große Verbreitung fanden.
Zu Adolf Grafs Schülern gehörten die Kirchenmusiker Karl Hochreither, Wilhelm Krumbach, der Theologe und Komponist Dieter Schnebel, sowie der Philosoph Herbert Schnädelbach.
Adolf Graf verbrachte die Zeit nach seiner Pensionierung in Annweiler. Hier fand er auf dem Bergfriedhof
seine letzte Ruhestätte.

## Auszeichnungen
- 1959: Peter-Cornelius-Plakette des Landes Rheinland-Pfalz
- 1964: Bundesverdienstkreuz 1. Klasse[6]
- Ehrenplakette der Städte Kaiserslautern, Kirchheimbolanden, Annweiler.

## Kritik
Als Vertreter der Orgelbewegung und in seiner Funktion als Landeskirchenmusikdirektor und Orgelbausachverständiger der pfälzischen Landeskirche gingen auf Grafs Initiative zahlreiche Orgelneu- und -umbauten in der Pfalz zurück. Nachdem in Deutschland seit den 1930er Jahren die frühbarocke (norddeutsche) Orgel mit ihrem obertonreichen Klang zum Ideal der Orgelbewegung geworden war, mussten in den 1950er und 1960er Jahren auch in der Pfalz viele romantische Orgeln neuen Instrumenten mit steiler, „neobarocker“ Disposition weichen. Die nachlässige und oberflächliche Intonation, die Verwendung unerprobter Materialien sowie die handwerklich mitunter mangelhafte Umsetzung brachte den Instrumenten jener Zeit rückblickend viel Kritik ein.

## Werke
- Adolf Graf (Hrsg.): Deutsche Choräle. Sing- und Spielbuch für Kirche und Haus. Vierstimmige Choralsätze für Chor, Orgel und andere Instrumente. Kaiserslautern, Buchhandlung des Evangelischen Vereins für die Pfalz, 1938.
- Adolf Graf (Hrsg.): Choralvorspiele für den gottesdienstlichen Gebrauch. Kassel, Bärenreiter-Verlag, 1938. Band 1–4.
- Adolf Graf (Hrsg.): Freie Orgelstücke alter Meister. Kassel, Bärenreiter-Verlag, 1938. Band 1–2.